# Слевень
Слевень, Слевені (рум. Slăveni) — село у повіті Олт в Румунії. Входить до складу комуни Гоставецу.
Село розташоване на відстані 130 км на захід від Бухареста, 40 км на південь від Слатіни, 62 км на південний схід від Крайови.

## Населення
За даними перепису населення 2002 року у селі проживали 1597 осіб, усі — румуни. Усі жителі села рідною мовою назвали румунську.